# Cardiosace olivescens
Cardiosace olivescens là một loài bướm đêm trong họ Noctuidae.